# Ugandaprotektoratet
Det Brittiska Ugandaprotektoratet var ett protektorat tillhörande det brittiska imperiet från år 1894 till 1962. 
År 1893 överförde det Brittiska Östafrikanska Kompaniet sina administrativa rättigheter till territorium som huvudsakligen bestod av Bugandariket till den brittiska kronan. Ugandaprotektoratet etablerades därefter år 1894, och territoriet expanderades bortom Bugandarikets gränser till en area som ungefär motsvarar den hos dagens Uganda.
Ugandaprotektoratet uppnådde självständighet från den brittiska kolonialmakten den 9 oktober 1962.

## Kolonialtiden (1894-1920-talet)

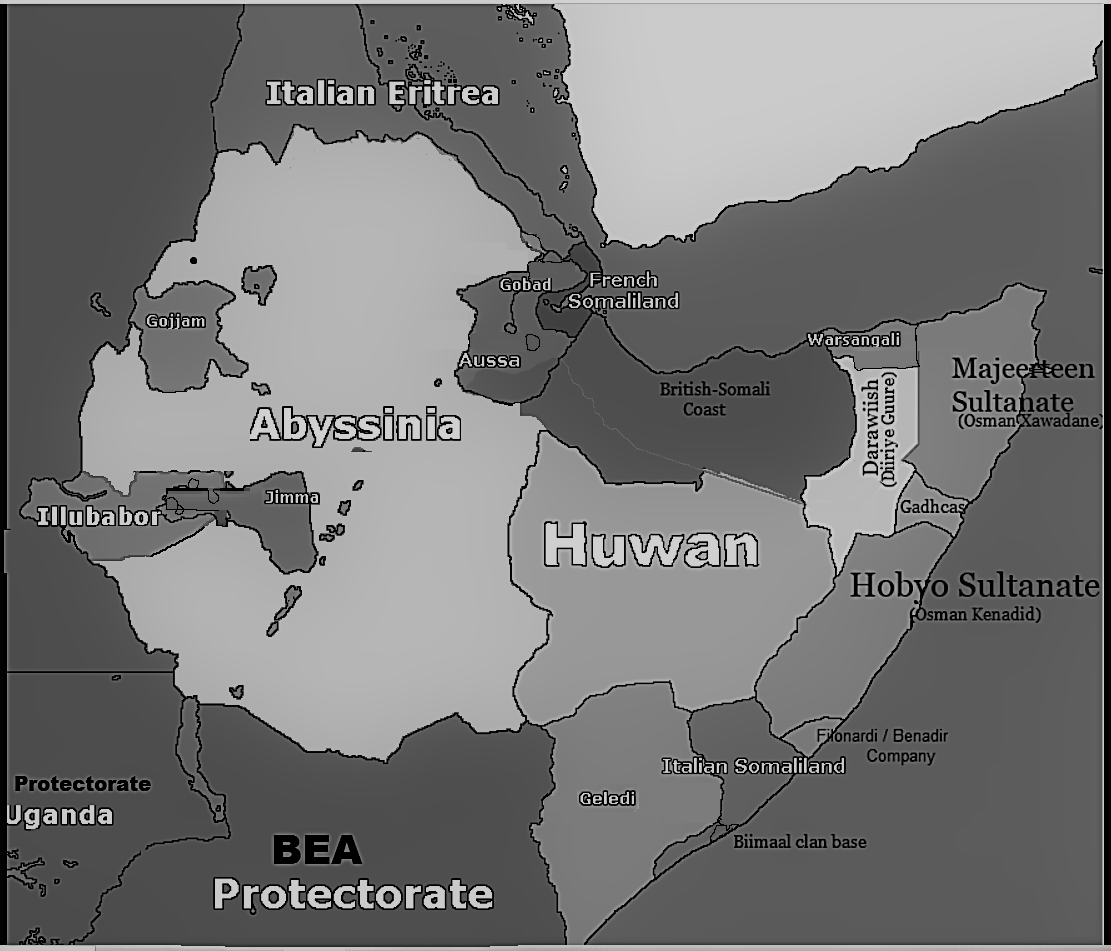

Mellan 1885 och 1887 låg Bugandariket i ett religiöst inbördeskrig med protestantiska, katolska och muslimska grupper som strävade efter kontroll över samhället. Apolo Kagwa, som då fortfarande var i 20-årsåldern, ansågs tidigt vara en erkänd ledare för de protestantiska grupperna. De muslimska grupperna dominerade i krigets tidiga dagar, och många protestanter tillbringade då en tid i exil i det närliggande kungariket Ankole, tillsammans med Kagwa. Kung Mwanga, som var tillfälligt avsatt, sattes på tronen igen år 1890 med hjälp av protestanterna, och Kagwa gjordes därmed till Katikkiro (premiärminister). Kung Mwanga avsattes åter år 1897 när han motsatte sig brittiskt välde och ledde en misslyckad kamp för självständighet. Daudi Chwa, en spädbarnsprins, utnämndes till kung med Kagwa som en av tre regenter. Kagwa var en av förhandlarna i Ugandaavtalet, genom vilket Bugandariket blev ett brittiskt protektorat med begränsad autonomi.
Ugandaavtalet år 1900 solidifierade makten hos de övervägande protestantiska "Bakungu"-hövdingarna, som leddes av Kagwa. Endast ett fåtal administratörer skickades från London för att ta hand om protektoratet, man litade till stor del på hövdingarna att göra detta. I flera decennier föredrogs dessa till följd av deras politiska kompetenser, deras religion (kristendom), och starka relationer med britterna. Man föredrog även detta på grund av hövdingarnas förmåga att samla in skatt, och att Ugandaprotektoratets huvudstad Entebbe låg nära Bugandas huvudstad. På 1920-talet hade de brittiska administratörerna mer självförtroende, och var i mindre behov av militär eller administrativ assistans. Koloniala ämbetsmän började taxera avsalugrödor producerade av bönderna, och detta bidrog till ett folkligt missnöje bland ursprungsbefolkningen. År 1912 flyttade Kagwa för att solidifiera Bakungumakt genom att föreslå en andra "Lukiko" i Buganda med honom själv som president, och med Bakungu som en slags ärftlig aristokrati. Brittiska administratörer lade in sitt veto mot förslaget då de upptäckte ett välspritt folkligt motstånd mot detta. I stället började britterna införa reformer och försökte göra "Lukiko" till en genuin representativ församling.